# Admiral Ostland

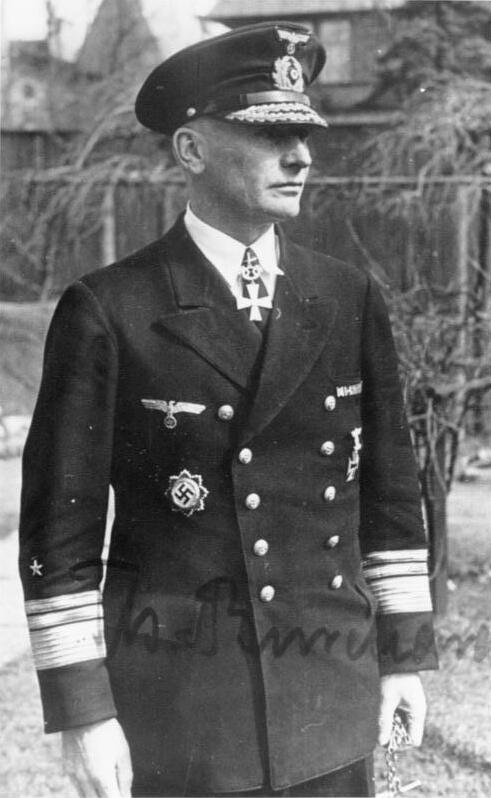
Vizeadmiral Theodor Burchardi, Admiral Ostland

Marinebefehlshaber Ostland (später Admiral Ostland, ab Februar 1943 Kommandierender Admiral Ostland) war die Bezeichnung einer im Mai 1941 aufgestellten militärischen Dienststelle der deutschen Kriegsmarine und ihres Befehlshabers im Zweiten Weltkrieg.

## Geschichte
Die Kriegsmarine traf im Frühjahr 1941 organisatorische Vorbereitungen für den deutschen Angriff auf die Sowjetunion (Unternehmen Barbarossa). Zu diesem Zweck wurden die Stäbe zweier Marinebefehlshaber und weitere nachgeordnete Seekommandanturen aufgestellt. Alle Stäbe waren zunächst nur mit einem Buchstaben bezeichnet:
- Marinebefehlshaber C und D
- Kommandanten der Seeverteidigung O, P, Q, R.

### Marinebefehlshaber C
Der Stab des Marinebefehlshabers C wurde ab April 1941 in Kiel aufgestellt. Mit Beginn des Vormarschs verlegte er in mehreren Etappen nach Osten. Nach kurzzeitigem Aufenthalt in Libau nahm er sein endgültiges Quartier in Riga.
Der Marinebefehlshaber C unterstand der Marinestation der Ostsee und war verantwortlich für das Seegebiet von der deutsch-litauischen Grenze nach Norden bis zu einer Linie von der Nordspitz der Insel Dagö nach Hapsal einschließlich der Baltischen Inseln.
Dem Marinebefehlshaber C unterstanden:
- 1. Marinenachrichtenabteilung (mot.)
- Marinestoßtruppabteilung (im Dezember 1941 aus der Abteilung Glaser rausgelöst, zur Marineartillerieabteilung 531 umbenannt und dem Seekommandanten R unterstellt)
- Marine-Sonderkommando Bigler (benannt nach dem Führer des Kommandos, Kapitänleutnant Richard Bigler, welcher im Juni 1941 fiel)
- Abteilung Gläser (im Juni 1941 nach dem Tod von Bigler durch Zusammenfassung von Marinestoßtruppabteilung und Sonderkommando Bigler gebildet, aufgelöst Dezember 1941; benannt nach dem Führer der Abteilung, Fregattenkapitän Ewald Gläser)
- Seekommandant O/Kommandant der Seeverteidigung Libau
  - 7. Ersatz-Marineartillerieabteilung (Libau)
  - Marineflakabteilung 239
  - Marineflakabteilung 712 (Juli – Dezember 1941)
  - Kriegsmarinewerft Libau
- Seekommandant P/Kommandant der Seeverteidigung Riga (im November 1941 aufgelöst)
  - Hafenkommandant Riga
  - Marineausrüstungsstelle Riga

Einziger Marinebefehlshaber C war Konteradmiral Franz Claassen. Im November 1941 wurde die Dienststelle des Marinebefehlshabers C aufgelöst und sein Zuständigkeitsbereich dem Marinebefehlshaber D zugeordnet. Chefs des Stabes war von der Einrichtung im April 1941 bis Oktober 1941 Fregattenkapitän Wolf Löwisch und anschließend war der 1. Admiralstabsoffizier Fregattenkapitän Oscar Mathies bis zur Auflösung der Dienststelle im November 1941 mit der Wahrnehmung der Geschäfte als Chef des Stabes beauftragt.

### Marinebefehlshaber D

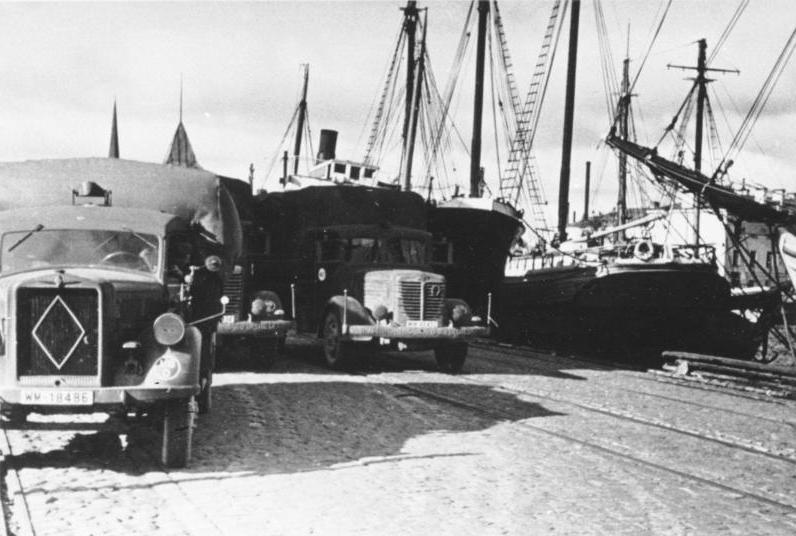
Nachschubtransport mit Marinelastwagen im Hafen von Reval, September 1941

Mit der gleichen Zielsetzung wie beim Marinebefehlshaber C wurde ab Mai 1941 der Stab des Marinebefehlshabers D in Eckernförde aufgestellt. Auch er unterstand der Marinestation der Ostsee. Sein Zuständigkeitsbereich schloss sich nördlich an den des Marinebefehlshabers C an und reichte bis zur Hauptkampflinie an Land.
Dem Marinebefehlshaber D unterstanden:
- Seetransportchef Ost (Reval)
- Oberwerftstab Ostland
  - designierter Oberwerftdirektor für Leningrad
- Kommandant der Seeverteidigung Reval (bis November 1941 Seekommandant Q)
- Kommandant der Seeverteidigung R (bis November 1941 Seekommandant R)

Der Seekommandant R war als Kommandant der Seeverteidigung Sankt Petersburg vorgesehen. Da das jedoch nicht erobert wurde, behielt er seine Buchstabenbezeichnung nur der befehligte Abschnitt wurde mit von der Woronkamündung am Oranienbaumer Brückenkopf bis Narwa neu festgelegt.
Ab Juni 1941 war dem Marinebefehlshaber D zusätzlich die 6. Marinekraftfahrabteilung unterstellt.
Marinebefehlshaber D und anschließend Kommandierender Admiral Ostland war von Mai 1941 bis Juni 1944 Vizeadmiral Theodor Burchardi. Chef des Stabes war der Kapitän zur See Conrad Engelhardt.
Im November 1941 wurde der Befehlsbereich des Marinebefehlshabers C in den des Marinebefehlshabers D eingegliedert. Der Marinebefehlshaber D erhielt die Bezeichnung Marinebefehlshaber Ostland.

### Zusammenführung der Stäbe
Mit der Zusammenfassung der Marinebefehlshaber C und D im November 1941 wurde die neue Dienststelle zunächst in Marinebefehlshaber Ostland später in Admiral Ostland und im Februar 1943 in Kommandierender Admiral Ostland umbenannt. Die Unterstellung blieb bei der Marinestation der Ostsee, die ab Februar 1943 die Bezeichnung Marineoberkommando Ostsee trug. Das Stabsquartier, zunächst des Marinebefehlshabers D, später des Admirals Ostland befand sich bis zum Beginn des Russlandfeldzugs bei Danzig und verlegte anschließend über mehrere Stationen (Cranz in Ostpreußen Riga, Loksa, Reval, Kutusi) nach Reval, wo es von Oktober 1941 bis September 1944 stationiert war. Im Juni 1944 wurde aus dem Stab des Kommandierenden Admirals Ostland der Stab des Kommandierenden Admirals östliche Ostsee gebildet und der Befehlshaber erhielt die entsprechende Bezeichnung.

### Beteiligung am Kriegsgeschehen
Die dem Admiral Ostland und seinen Vorgänger-Kommandos unterstellten Kräfte waren vor allem während des Vormarschs 1941 und beim Rückzug 1943/1944 an Kampfhandlungen beteiligt.
Die Marinestoßtruppabteilung und das Sonderkommando Bigler nahmen an den Kämpfen beim Vormarsch teil, und beide verloren ihre Kommandeure im Kampf. Das Sonderkommando Bigler war an der Besetzung Libaus beteiligt. Die Reste der Truppen wurden im Juni 1941 zur Abteilung Gläser zusammengefasst.
Die 6. Marinekraftfahrabteiligung war 1941 im Baltikum und bei Narwa eingesetzt. Sie wurde im August 1942, nunmehr als 4. Marinekraftwageneinsatzabteilung, nach Südrussland verlegt.
Die Marineeinsatzabteilung Ostland wurde bei Narwa, Hungerburg und beim Brückenkopf von Oranienbaum eingesetzt. Sie setzte sich beim Rückzug auf die Insel Ösel ab.
Im September 1944 befehligte der Admiral Ostland erfolgreich das Unternehmen Aster, mit dem große Teile der Heeresgruppe Nord aus der Einschließung durch die Rote Armee evakuiert wurden.
Die Marineartillerieabteilung 531 unterstützte die Marineeinsatzabteilung Ostland bei den meisten Operationen. Sie wurde außerdem auf Groß-Tütters und bei Mitau eingesetzt. Nach der Beteiligung an der gescheiterten Landung (Unternehmen Tanne Ost) auf Hogland im September 1944 kämpfte sie um Sworbe.

## Unterstellte Dienststellen
Dem (Kommandierenden) Admiral Ostland waren unterstellt:
- Seetransportchef Ost (Reval)
- Oberwerftstab Ostland
- Küstenschutzflottille Ostland (aus Küstenschutzgruppe Ostland; ab August 1942 Küstenschutzflottille Reval, welche ab Juli 1944 die 14. Sicherungsflottille bildete)
- 4. Artillerieträgerflottille (Dorpat, ab der Aufstellung im Januar 1944)
- Hafenkommandant Riga (vom ehemaligen Seekommandanten R)
- Inselkommandant Groß Tütters (Tytärsaari, Bolshoy Tyuters) (ab April 1942)
- Marineeinsatzabteilung Ostland (im Januar 1943 aus Truppenteilen der 31. Schiffstammabteilung gebildet, im Dezember 1944 in Hela aufgelöst)
- Marineartillerieabteilung 531 (vom ehemaligen Seekommandanten R)
- 6. Marinekraftfahrabteilung (vom Küstenbefehlshaber Deutsche Bucht, ab Januar 1942 4. Marinekraftwageneinsatzabteilung)
- 9. Marinekraftfahrabteilung
- 3. Marinekraftfahrausbildungsabteilung (Reval)
- Marinefestungspionierbataillon 311 (ab 1942)
- Marinefestungspionierbataillon 321 (Reval, ab 1942)
- Marine-Sonderkommando 7000 (ab März 1944 in Pillau und Danzig aufgestellt, mit der vorgesehenen Aufgabe der Besetzung der Åland-Inseln, im Juni 1944 in Reval und im August 1944 aufgelöst)
- Kommandant der Seeverteidigung Reval
- Kommandant der Seeverteidigung „R“ (bis Februar 1944)
- Kommandant der Seeverteidigung Libau (vormals Seekommandant O)
- 9. Sicherungs-Division (im Juni 1944)

## Kommandierender Admiral
Kommandierender Admiral Ostland war von Mai 1941 bis Juni 1944 Vizeadmiral Theodor Burchardi, ehemals Marinebefehlshaber D.

## Chefs der Stabes
- Kapitän zur See Conrad Engelhardt: von der Aufstellung der Dienststelle bis März 1943
- Kapitän zur See Hermann Witt: von März 1943 bis September 1943, später letzter Hafenkommandant Cherbourg
- Kapitän zur See Eberhard Heinichen: von September 1943 bis Januar 1944
- Kapitän zur See Wilibald Schmidt: Januar/Februar 1944
- Kapitän zur See Albert Willich: von Februar 1944 bis zur Auflösung der Dienststelle